# ويليام مكلينان
ويليام مكلينان هو سياسي كندي، ولد في 10 أبريل 1903 في كندا، وتوفي في 28 ديسمبر 1980. حزبياً، نشط في الحزب الكندي التقدمي المحافظ. وقد انتخب عضو مجلس العموم الكندي.